# Scyliorhinus capensis
Scyliorhinus capensis es una especie de peces de la familia Scyliorhinidae en el orden de los Carcharhiniformes.

## Morfología
• Los machos pueden llegar alcanzar los 122 cm de longitud total.

## Reproducción
Es ovíparo.

## Alimentación
Come peces osteíctios, crustáceos y cefalópodos.

## Hábitat
Es un pez de mar y de clima tropical que vive entre 26-495 m de profundidad.

## Distribución geográfica
Se encuentra desde Lüderitz (Namibia) hasta KwaZulu-Natal (Sudáfrica ).